# Сатимкул Джуманазаров
Сатимкул Джуманазаров  (рос. Сатымкул Джуманазаров, 17 вересня 1951) — радянський легкоатлет, олімпійський медаліст.

## Виступи на Олімпіадах
| Олімпіада   | Дисципліна       | Місце |
| ----------- | ---------------- | ----- |
| Москва 1980 | марафонський біг | 3     |